# Das Familiengericht
Das Familiengericht ist eine pseudodokumentarische Gerichtsshow, die vom 2. September 2002 bis zum 12. Oktober 2007 bei RTL von Montag bis Freitag von 15:00 bis 16:00 Uhr ausgestrahlt wurde.

## Hintergrund
Die Sendung ist eine Produktion von Filmpool. Standort der Dreharbeiten war Köln. Jugendliche konnten beim Besuchen des Filmpool-Studios den Dreharbeiten zuschauen und teils die Schauspieler nach den Dreharbeiten, die bis zu acht Stunden dauern konnten, befragen.
Die Themen der Gerichtssendung sind Familienrecht, Erbrecht sowie das Sorgerecht von Kindern.
Seit dem 15. Oktober 2007 wird das Familiengericht aufgrund einer Reform des Nachmittagsprogramms von RTL dort nicht mehr ausgestrahlt. Die Absetzung des Formats und die Ausstrahlung der Folgesendung Susan – Familienhilfe mit Herz wurde bereits im Juni 2007 angekündigt.

## Darsteller
Die Rechtsanwälte und der Richter waren ein eingespieltes Team, da sie von Beginn der Sendung bis zu deren Ende mitwirkten.
Der Richter
Frank Engeland wurde am 12. März 1961 in Dorsten geboren. Er studierte Rechtswissenschaften und arbeitet heute am Amtsgericht Köln. Einer seiner Schwerpunkte ist das Familienrecht.
Die Rechtsanwältin
Barbara von Minckwitz wurde am 23. März 1950 in Berlin geboren. Sie studierte Rechtswissenschaften und war neben ihrer Arbeit als Anwältin auch als Vizepräsidentin der Eurojuris, eine Vereinigung europäischer Rechtsanwälte, tätig. Ihr Schwerpunkt ist das Familienrecht. Sie ist geschieden und hat 2 erwachsene Kinder.
Der Rechtsanwalt
Matthias Klagge wurde am 14. Dezember 1970 in Eutin geboren und studierte Jura in Kiel, Freiburg im Breisgau, Pisa und in Hamburg. Einem größeren Publikum bekannt wurde er durch frühere Auftritte in Das Jugendgericht. Die Schwerpunkte des Kölner Anwaltes beziehen sich auf das Straf- und Familienrecht. Nach der Einstellung der Serie kehrte er 15 Jahre später zurück zu Barbara Salesch – Das Strafgericht.